# Majid de Zanzíbar
Sayyid Majid bin Saíd al-Busaíd (1834 - 7 de octubre de 1870) (en árabe: ماجد بن سعيد البوسعيد‎) fue el primer sultán de Zanzíbar. Gobernó Zanzíbar desde el 19 de octubre de 1856 al 7 de octubre de 1870.
Con 22 años Majid se convirtió en sultán de Zanzíbar y Omán a la muerte de su padre, el sultán Sayyid Said bin Sultan, pero su acceso al trono fue desafiado por sus hermanos. El verdadero poder estaba en manos del cónsul británico Atkins Hamerton, que moriría el 1 de julio de 1857. Ante la posibilidad de resultar asesinado, Majid se refugió en un barco británico y no regresó a Zanzíbar hasta el 28 de julio de 1858 cuando llegó el siguiente cónsul, Christopher Palmer Rigby (1820-1886). Poco después un hermano de Majid, el sultán Thuwaini de Omán intentó ocupar Zanzíbar con una flota, pero fue rechazado por los británicos. Otro hermano de Majid, Barghash, intentó derrocarlo mediante un complot en Zanzíbar, pero fue rechazado, y una vez más Majid se mantuvo en el poder con ayuda británica. Finalmente Majid consiguió consolidar su posición y firmar la paz con su hermano Thuwaini mediante el arbitraje de Lord Canning, virrey británico de la India, que dictaminó que Majid era el sucesor legítimo de su padre Said en sus posesiones africanas.
Tras la lucha, Zanzíbar y Omán fueron convertidos en dos principados separados en 1861 y Majid se convirtió en sultán de Zanzíbar mientras su hermano mayor Thuwaini bin Said se convertía en sultán de Omán. La paz fue alcanzada mediante la mediación británica y Majid se comprometió a pagar un tributo de 40.000 táleros de plata al Sultanato de Omán, pero unos 3 años dejó de pagar este tributo, al encontrarse Zanzíbar en una situación más poderosa que Omán.
En 1866 repentinamente Majid decidió transferir la corte y la capital del sultanato de Zanzíbar a sus posesiones en la costa africana, tras sofocar una revuelta en la región de Pate. Eligió como nuevo emplazamiento la aldea de Mzizima ("lugar saludable"), que Majid rebautizó como Dar es Salaam ("Casa de la Paz"). Durante su reinado la aldea se convirtió pronto en una ciudad, que sería inaugurada en el año 1867.
Durante su reinado Zanzíbar consolidó su poder como el principal mercado de esclavos de África Oriental. Los sucesores de Majid continuarían esta práctica, que no sería completamente abolida hasta que el Reino Unido convirtió Zanzíbar en protectorado en 1896.
El reinado de Majid estuvo muy influenciado por su ministro Salaiman ibn Alí, que es descrito como libertino y conquistador. La influencia británica, que había sido determinante para que Majid conservara el poder, se mantuvo con los cónsules Lewis Pella (1860-1862), Robert Lambert Playfair (1862-1865) y Henry Adrian Churchill (1865-1870).
De su matrimonio sólo tuvo una hija, Sayyida Khanfora bint Majid, que se casó con su primo, Hamud, que se convertiría en el séptimo sultán de Zanzíbar. A su muerte, Majid fue sucedido como sultán por su hermano Barghash.